# Laduz
Laduz ist eine Commune déléguée in der französischen Gemeinde Valravillon mit 296 Einwohnern (Stand: 1. Januar 2022) im Département Yonne in der Region Burgund.
Seit 1. Januar 2016 ist sie Teil der Gemeinde Valravillon in der neuen Region Bourgogne-Franche-Comté. Die Gemeinde Laduz gehörte zum Kanton Charny (bis 2015 Aillant-sur-Tholon) und zum Arrondissement Auxerre.  

## Geographie
Laduz liegt etwa 18 Kilometer nordwestlich von Auxerre am Fluss Ravillon.

## Bevölkerungsentwicklung
| Jahr                      | 1962 | 1968 | 1975 | 1982 | 1990 | 1999 | 2006 | 2013 |
| Einwohner                 | 197  | 180  | 217  | 216  | 204  | 240  | 296  | 328  |
| Quelle: Cassini und INSEE |      |      |      |      |      |      |      |      |

## Sehenswürdigkeiten
- Kirche

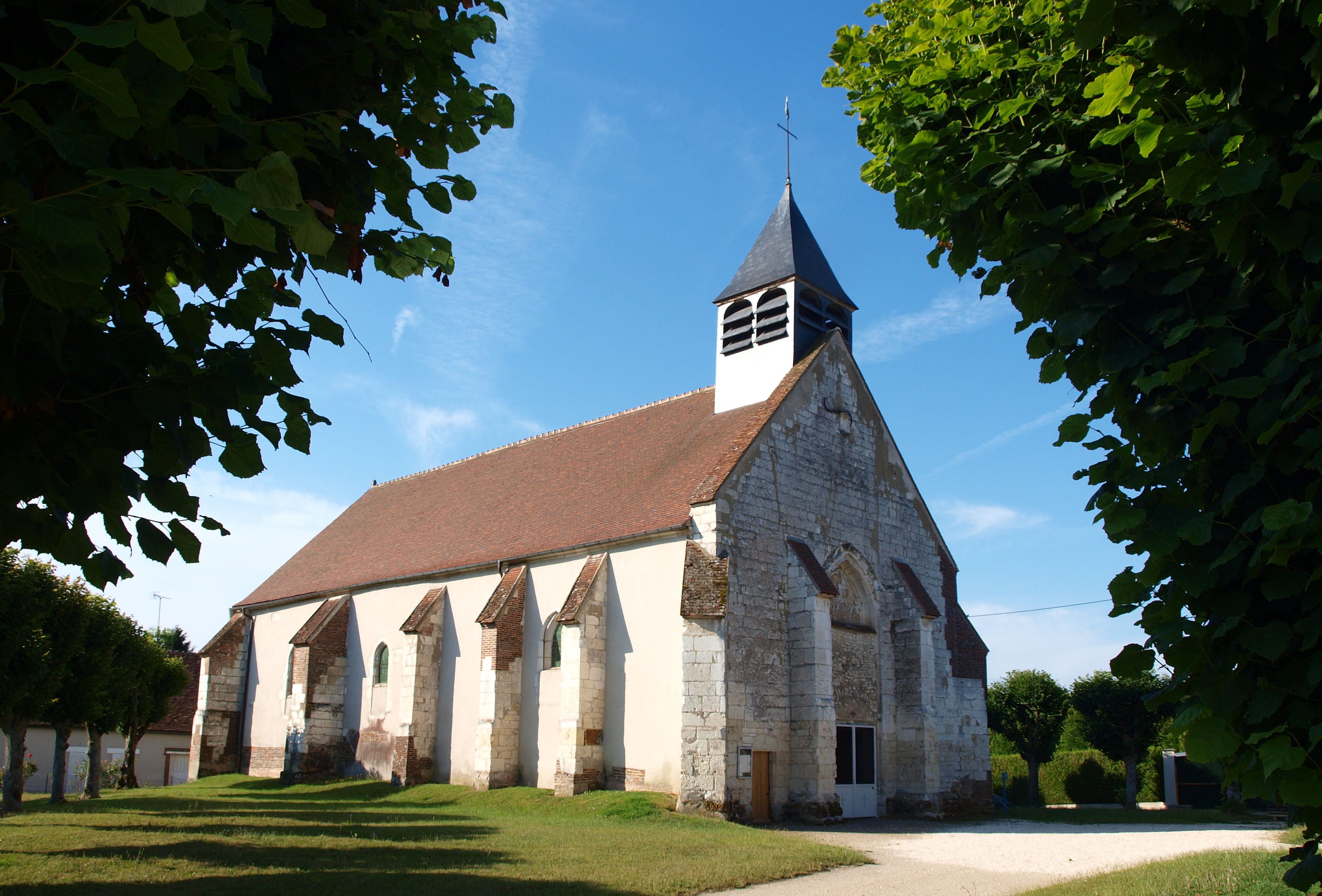
Kirche

- Musée des Arts Populaires de Laduz, gilt mit etwa 100.000 Objekten (Stand 2013) als Frankreichs größtes Privatmuseum[1]